# La Jara (Nou Mèxic)
La Jara és una concentració de població designada pel cens dels Estats Units a l'estat de Nou Mèxic. Segons el cens del 2000 tenia 209 habitants.

## Demografia
Segons el cens del 2000, La Jara tenia 209 habitants, 93 habitatges, i 62 famílies. La densitat de població era de 5,7 habitants per km².
Dels 93 habitatges en un 23,7% hi vivien nens de menys de 18 anys, en un 52,7% hi vivien parelles casades, en un 8,6% dones solteres, i en un 33,3% no eren unitats familiars. En el 26,9% dels habitatges hi vivien persones soles el 14% de les quals corresponia a persones de 65 anys o més que vivien soles. El nombre mitjà de persones vivint en cada habitatge era de 2,25 i el nombre mitjà de persones que vivien en cada família era de 2,69.
Per edats la població es repartia de la següent manera: un 19,1% tenia menys de 18 anys, un 3,8% entre 18 i 24, un 20,6% entre 25 i 44, un 36,8% de 45 a 60 i un 19,6% 65 anys o més.
L'edat mediana era de 49 anys. Per cada 100 dones de 18 o més anys hi havia 113,9 homes.
La renda mediana per habitatge era de 39.444 $ i la renda mediana per família de 46.406 $. Els homes tenien una renda mediana de 28.542 $ mentre que les dones 23.558 $. La renda per capita de la població era de 19.691 $. Aproximadament el 10,8% de les famílies i el 6,6% de la població estaven per davall del llindar de pobresa.

## Poblacions properes
El següent diagrama mostra les poblacions més properes.